# Sociedade paralela
Sociedade paralela (em alemão:  Parallelgesellschaft) se refere à auto-organização de uma minoria étnica ou religiosa, sobretudo com antecedentes migratórios, cujo intento é o contato mínimo ou reduzido (espacial, social e cultural) com a maioria populacional da sociedade do país de acolhida.
O termo foi originalmente introduzido pelo sociólogo alemão  Wilhelm Heitmeyer no debate sobre migração e integração no começo dos anos 1990, adquirindo importância na cena pública europeia após o assassinato do diretor e crítico do islamismo neerlandês Theo van Gogh.
Em 2004, o termo foi eleito em segundo lugar pela Associação para a Língua Alemã como «palavra do ano».